# Athaliptis cymonia
Athaliptis cymonia är en fjärilsart som beskrevs av William Schaus 1913. Athaliptis cymonia ingår i släktet Athaliptis och familjen mott. Inga underarter finns listade i Catalogue of Life.